# Castillo de Torre-Alháquime
El castillo de Torre-Alháquime es una fortificación situada en el casco urbano de la localidad gaditana de Torre Alháquime, España. Fue declarado Bien de Interés Cultural (BIC) en 1985 con la tipología de monumento.

## Descripción
El castillo de Torre-Alháquime se encuentra situado en la parte más alta del casco urbano de la localidad, a unos 4 kilómetros de Olvera, sobre un cerro redondeado en la ribera del Guadalporcún, a unos 495 metros sobre el nivel del mar. A él se accede por la calle Fuera del Arco, pasando por la plaza de la Constitución y justo por delante de la Iglesia Parroquial Nuestra Señora de la Antigua. 
El verdadero desarrollo de Torre-Alhaquime como núcleo de población debió comenzar durante la dominación musulmana. Se sabe con certeza que durante el reino nazarí de Granada, Torre-Alhaquime era una pequeña población situada en torno a un castillo. Este castillo formaba parte de una poderosa línea defensiva que limitaba el reino de Granada y que hasta 1292 se iniciaba en Algeciras por el sur llegando hasta Olvera.
A este momento, corresponden los restos del castillo esparcidos alrededor de la cima del cerro sobre el que se asienta la villa. Entre ellos se cuentan algunos torreones desmochados, parte de los lienzos de murallas y la puerta de entrada a la plaza de armas, al final de una pendiente ya transformada en cómoda escalera, que comienza ante la entrada de la Iglesia Parroquial Nuestra Señora de la Antigua. Existe una segunda entrada, seguramente abierta en época moderna con aparejo de mampostería enripiada.
El castillo fue destruido en la primera mitad del siglo XX, emplazándose dentro del recinto amurallado un cementerio ya clausurado, hecho por el que se le ha conocido más recientemente como Castillo del Cementerio. Fue declarado Bien de Interés Cultural con la categoría de Monumento y en la actualidad es propiedad del Ayuntamiento de Torre-Alháquime y forma parte de una zona recreativa municipal conocida como Parque de las Murallas o Parque Antiguas Murallas, con buenas vistas sobre el paisaje de la campiña y sus alrededores. El castillo habría presentado planta irregular y disposición general oblonga. El lienzo de muralla correspondiente a la puerta, comprendido entre un torreón saliente de planta cuadrada a su izquierda y otro semicircular a su derecha, ha sido recientemente restaurado.

## Historia
En época andalusí su nombre era Bury al-Hakim (en árabe, Torre del sabio o del letrado) o Bury Ibn al-Hakim, quien a comienzos del siglo XIV fue visir de la corte granadina de Muhammad III y caudillo de la Cancillería de Granada. Como asentamiento desde el siglo XI de la célebre familia rondeña de los banu al-Hakim, procedentes de Sevilla, terminó por configurarse como un hisn de frontera. A finales del siglo XV, el caudillo de esta familia haría frente a las tropas cristianas en el nordeste de la actual provincia de Cádiz.
El topónimo Torre de al-Hakim evolucionó para dar lugar a la denominación de Torre Alháquime.